# تاکاکی هونمورا
تاکاکی هونمورا (ژاپنی: 本村 武揚؛ زادهٔ ۲۰ ژوئن ۱۹۹۷) یک بازیکن فوتبال اهل ژاپن است.
از باشگاه‌هایی که در آن بازی کرده‌است می‌توان به باشگاه فوتبال جف یونایتد چیبا و باشگاه فوتبال گراونز کیتاکیوشو اشاره کرد.